# Buitenkamp Bolkenhain
Buitenkamp Bolkenhain (Duits:Außenlager Bolkenhain) was een subkamp van het in Neder-Silezië gesitueerde concentratiekamp Groß-Rosen.

## Het kamp
Het kamp werd opgericht in augustus 1944 in de stad Bolkenhain, thans Bolków Polen en bevond zich op de heuvel Wilhelmshöhe aan de doorgaande weg naar het dorp Wolmsdorf (Wolbromek). Het bestond uit 13 barakken, met een capaciteit van 1500 gevangenen, voornamelijk Joden uit Polen, Duitsland, Tsjechië, Frankrijk en Hongarije. Lagerführer was SS-Oberscharführer Fritz Wolf,  het hoofd van de gevangenen was kampoudste (Lagerälteste) Hans Henschel.
In de beginperiode van het kamp werd voornamelijk dwangarbeid verricht voor de Vereinigte Deutsche Metallwerke (VDM) en de Duitse luchtvaartindustrie, echter in het begin van 1945 was er inmiddels een tekort aan grondstoffen en werden de gevangenen ingezet om bomen te kappen en wegen aan te leggen. In januari 1945, toen de Sovjettroepen de grens met Polen waren overgestoken werden  nog 200 gevangenen uit Auschwitz en Płaszów aan Buitenkamp Bolkenhain toegevoegd.

## Sluiting van het kamp
Het kamp werd gebruikt tot medio februari 1945 op dat moment werden ongeveer 500 (nog) gezonde gevangenen geëvacueerd naar Buitenkamp Hirschberg (nu Jelenia Góra), na twee weken in  Hirschberg te hebben verbleven, werden de gevangenen gedwongen deel te nemen aan een dodenmars naar het  station in Liberec (Tsjecho-Slowakije) om vandaar uit met veewagons naar Buchenwald gebracht te worden.